# Coupe de la Ligue française de football 2009-2010
Navigation
Coupe de la Ligue 2008-2009 Coupe de la Ligue 2010-2011
La Coupe de la Ligue de football 2009-2010 est la 16e édition de la Coupe de la Ligue de football française, organisée par la Ligue de football professionnel (LFP). Les premiers tours préliminaires se sont disputés de juillet à septembre, la phase finale, de janvier à mars.
Cette édition inaugure un nouveau format favorisant les clubs européens. Cependant, les primes sont réduites.
La finale a vu la victoire de l'Olympique de Marseille, une première, sur les tenants du titre, les Girondins de Bordeaux.

## Changements
Les clubs ont décidé de changer le format de la compétition. À compter de la saison 2009-2010, ce ne sont plus deux, mais six clubs qui sont exemptés du troisième tour : les six qualifiés pour les compétitions européennes. Avec la qualification d'un club de Ligue 2, l'En Avant Guingamp, pour la Ligue Europa, les autres équipes de Ligue 2 doivent disputer un tour préliminaire supplémentaires pour éviter à un club de Ligue 1 de commencer dès le deuxième tour.
Après avoir voté la décision, la LFP lance en mars un appel d'offres pour les droits audiovisuels des trois éditions suivantes de la Coupe de la Ligue (2009-2012). Alors que France Télévisions avait acheté les droits des trois éditions précédentes pour 34,5 M€, le groupe, seul offreur, ne propose plus que 30 M€, ce qui est en dessous du prix de réserve.
Dans le même temps les critiques de la compétition s'intensifient : l'Union des clubs professionnels (UCPF) demande le retrait de la place qualificative en Ligue Europa.
Menacée de disparaître ou de perdre tout intérêt financier en cas de retrait de l'offre de France Télévisions, en temps de crise économique, la coupe est prolongée pour trois saisons par le conseil d'administration de la LFP du 26 juin 2009. France Télévisions a aussi demandé que cessent les « dénigrements ».

## Calendrier
L'EA Guingamp est un club « européen » jouant en Ligue 2, et selon les nouvelles règles, doit être exempté des premiers tours. Par conséquent, dix-neuf clubs de Ligue 2 et non vingt, et quinze de Ligue 1 et non quatorze, ne participent pas aux compétitions inter-clubs UEFA. Ces chiffres impairs obligent la création d'un quatrième tour avant la phase finale.
Les équipes de National peuvent conserver leur statut professionnel deux ans : quatre l'ont fait. Avec les deux divisions professionnelles de vingt équipes, le total d'engagés est de quarante-quatre.
| Tour                       | Nom                                     | Date                 | Participants | Qualifiés | Encore en lice |
| Tours préliminaires (2009) |                                         |                      |              |           |                |
| 1                          | Tour préliminaire                       | samedi 25 juillet    | 6            | 3         | 44 à 41        |
| 2                          | Premier tour                            | samedi 1er août      | 20 (+17)     | 10        | 41 à 31        |
| 3                          | Deuxième tour                           | m-m-j. 25-26-27 août | 10           | 5         | 31 à 26        |
| 4                          | Seizièmes de finale                     | m-m. 22-23 septembre | 20 (+15)     | 10        | 16             |
| Phase finale (2010)        |                                         |                      |              |           |                |
| 1                          | Huitièmes de finale                     | m-m. 12-13 janvier   | 16 (+6)      | 8         | 8              |
| 2                          | Quarts de finale                        | m-m. 26-27 janvier   | 8            | 4         | 4              |
| 3                          | Demi-finales                            | m-m. 2-3 février     | 4            | 2         | 2              |
| 4                          | Finale au Stade de France (Saint-Denis) | samedi 27 mars       | 2            |           |                |

Les tirages sont totalement ouverts, à l'exception de ceux des huitièmes de finale et des quarts de finale, où les quatre têtes de série ne peuvent pas se rencontrer. Les têtes de série sont les quatre meilleurs au classement de Ligue 1 de la saison précédente : FC Girondins de Bordeaux, Olympique de Marseille, Olympique Lyonnais, Toulouse FC.
| Tirages au sort                              | Tirages au sort                 |
| Tours                                        | Date et heure HEC               |
| -------------------------------------------- | ------------------------------- |
| Tour préliminaire, premier et deuxième tours | mercredi 8 juillet à 14 h       |
| Seizièmes de finale                          | lundi 31 août à 12 h            |
| Huitièmes de finale                          | vendredi 25 septembre à 12 h 30 |
| Quarts de finale                             | 13 janvier après ASSE-OM        |
| Derniers tours                               | 27 janvier après OM-LOSC        |

## Déroulement de la compétition
| Clubs de Ligue 1 (20)    | Début          | Clubs de Ligue 2 (20) et de National (4) | Début             |
| ------------------------ | -------------- | ---------------------------------------- | ----------------- |
| FC Girondins de Bordeaux | 1/8 de finale  | En Avant de Guingamp                     | 1/8 de finale     |
| Lille OSC                | 1/8 de finale  | AC Ajaccio                               | Premier tour      |
| Olympique lyonnais       | 1/8 de finale  | Angers SCO                               | Premier tour      |
| Olympique de Marseille   | 1/8 de finale  | SC Bastia                                | Premier tour      |
| Toulouse FC              | 1/8 de finale  | Stade brestois                           | Premier tour      |
| AJ Auxerre               | 1/16 de finale | SM Caen                                  | Premier tour      |
| US Boulogne              | 1/16 de finale | LB Châteauroux                           | Premier tour      |
| Grenoble Foot 38         | 1/16 de finale | Clermont Foot                            | Premier tour      |
| Le Mans UC 72            | 1/16 de finale | Dijon FCO                                | Premier tour      |
| RC Lens                  | 1/16 de finale | FC Istres                                | Premier tour      |
| FC Lorient               | 1/16 de finale | Le Havre AC                              | Premier tour      |
| AS Monaco                | 1/16 de finale | FC Metz                                  | Premier tour      |
| Montpellier HSC          | 1/16 de finale | FC Nantes                                | Premier tour      |
| AS Nancy-Lorraine        | 1/16 de finale | Nîmes Olympique                          | Premier tour      |
| OGC Nice                 | 1/16 de finale | CS Sedan-Ardennes                        | Premier tour      |
| Paris SG                 | 1/16 de finale | RC Strasbourg                            | Premier tour      |
| Stade rennais FC         | 1/16 de finale | Tours FC                                 | Premier tour      |
| AS Saint-Étienne         | 1/16 de finale | Vannes OC                                | Premier tour      |
| FC Sochaux               | 1/16 de finale | Amiens SC                                | Tour préliminaire |
| Valenciennes FC          | 1/16 de finale | AC Arles-Avignon                         | Tour préliminaire |
|                          |                | FC Gueugnon                              | Tour préliminaire |
|                          |                | Stade lavallois                          | Tour préliminaire |
|                          |                | Stade de Reims                           | Tour préliminaire |
|                          |                | ES Troyes AC                             | Tour préliminaire |

### Tour préliminaire
Débutent, les équipes de National au statut professionnel probatoire, et selon leur nombre, deux, équipes de Ligue 2.
Clubs participants : Gueugnon, Reims, Troyes, Amiens (National), Laval, Arles (Ligue 2).
Récapitulatif des rencontres
Le coup d'envoi de toutes les rencontres fut donné le samedi 25 juillet à 19 h.
| Club            | Résultat | Club             |
| --------------- | -------- | ---------------- |
| Stade de Reims  | 1-2      | Amiens SC        |
| FC Gueugnon     | 1-2      | ES Troyes AC     |
| Stade lavallois | 5-0      | AC Arles-Avignon |

### Premier tour
Arrivée des autres équipes de Ligue 2 restantes, excepté l'EA Guingamp. Parmi les dix rencontres, toutes sont jouées le samedi à 19 h, sauf une pour la diffusion télé : France Télévisions a choisi de diffuser sur France 4 la rencontre CS Sedan-Ardennes - SM Caen.
Récapitulatif des rencontres
Toutes les rencontres se jouent le samedi 1er août 2009.
| Club              | Résultat              | Club            | Heure   |
| ----------------- | --------------------- | --------------- | ------- |
| Dijon FCO         | 2-0                   | Stade brestois  | 19 h 00 |
| Tours FC          | 2-1                   | Le Havre AC     | 19 h 00 |
| Angers SCO        | 0-1                   | Nîmes Olympique | 19 h 00 |
| FC Metz           | 1-0                   | SC Bastia       | 19 h 00 |
| FC Istres         | 6-1                   | RC Strasbourg   | 19 h 00 |
| LB Châteauroux    | 0-1                   | Clermont Foot   | 19 h 00 |
| ES Troyes AC      | 4-0                   | FC Nantes       | 19 h 00 |
| AC Ajaccio        | 2-1                   | Stade lavallois | 19 h 00 |
| Amiens SC         | 1-1 a.p. 2 t.a.b. à 3 | Vannes OC       | 19 h 00 |
| CS Sedan-Ardennes | 2-0 a.p.              | SM Caen         | 20 h 45 |

### Deuxième tour
Toutes les équipes présentes ont participé au premier tour. Les rencontres se jouent entre le mardi 25 et le jeudi 27 août.
France Télévisions a choisi de diffuser sur France 4 la rencontre ESTAC-Nîmes Olympique.
Récapitulatif des rencontres
| Club              | Résultat              | Club            | Date, heure       |
| ----------------- | --------------------- | --------------- | ----------------- |
| Clermont Foot     | 1-0                   | FC Istres       | 25 août à 20 h 00 |
| CS Sedan-Ardennes | 6-1                   | Dijon FCO       | 25 août à 20 h 00 |
| ES Troyes AC      | 2-2 a.p. 0 t.a.b. à 3 | Nîmes Olympique | 25 août à 20 h 45 |
| AC Ajaccio        | 0-0 5 t.a.b. à 6      | Vannes OC       | 26 août à 20 h 00 |
| FC Metz           | 2-1                   | Tours FC        | 27 août à 20 h 00 |

### Seizièmes de finale
Mardi 22 et mercredi 23 septembre 2009. Les 15 équipes de Ligue 1 qui ne participent à aucune Coupe d'Europe débutent à ce moment. Les tirages ont eu lieu au siège de Point P à la Défense. Dix rencontres au total.
Récapitulatif des rencontres
| Club              | Résultat | Club             | Date, heure            |
| ----------------- | -------- | ---------------- | ---------------------- |
| Clermont Foot     | 3-1      | Vannes OC        | 22 septembre à 20 h 00 |
| FC Lorient        | 1-0      | Grenoble Foot 38 | 22 septembre à 20 h 45 |
| FC Metz           | 2-0      | Valenciennes FC  | 23 septembre à 18 h 45 |
| Le Mans UC 72     | 3-0      | Nîmes Olympique  | 23 septembre à 20 h 00 |
| CS Sedan-Ardennes | 3-1      | AJ Auxerre       | 23 septembre à 20 h 45 |
| Montpellier HSC   | 3-4 a.p. | RC Lens          | 23 septembre à 20 h 45 |
| AS Saint-Étienne  | 4-1      | OGC Nice         | 23 septembre à 20 h 45 |
| AS Nancy-Lorraine | 2-0      | AS Monaco        | 23 septembre à 20 h 45 |
| US Boulogne       | 0-1      | Paris SG         | 23 septembre à 20 h 45 |
| Stade rennais FC  | 2-1      | FC Sochaux       | 23 septembre à 20 h 45 |

### Huitièmes de finale
Les huitièmes de finale se déroulent le mardi 12 et le mercredi 13 janvier 2010.
Ce tour signifie l'arrivée des six clubs « européens » : le FC Girondins de Bordeaux (champion), l'Olympique de Marseille (vice-champion), l'Olympique lyonnais (troisième), l'En Avant de Guingamp (vainqueur de la coupe nationale), le Toulouse FC (quatrième) et le Lille OSC (cinquième).
| 1/8 de finale           | CS Sedan-Ardennes | 1–0   | Clermont Foot | Stade Louis-Dugauguez, Sedan                   |                                                |
| 12 janvier 2010 20 h 00 | Allart 57e        | (0–0) |               | Spectateurs : 3 300 Arbitrage : Bertrand Layec | Spectateurs : 3 300 Arbitrage : Bertrand Layec |
| 12 janvier 2010 20 h 00 | Feuille de match  |       |               | Spectateurs : 3 300 Arbitrage : Bertrand Layec | Spectateurs : 3 300 Arbitrage : Bertrand Layec |

| 1/8 de finale                    | En Avant de Guingamp         | 1–0   | Paris Saint-Germain FC | Stade du Roudourou, Guingamp                 |                                              |
| 13 janvier 2010 17 h 00 France 2 | Diallo 76e · Sakho 80e (csc) | (0–0) |                        | Spectateurs : 5 898 Arbitrage : Tony Chapron | Spectateurs : 5 898 Arbitrage : Tony Chapron |
| 13 janvier 2010 17 h 00 France 2 | Feuille de match             |       |                        | Spectateurs : 5 898 Arbitrage : Tony Chapron | Spectateurs : 5 898 Arbitrage : Tony Chapron |

| 1/8 de finale                    | Olympique lyonnais                    | 3–0   | FC Metz      | Stade Gerland, Lyon                             |                                                 |
| 13 janvier 2010 18 h 45 France 4 | Toulalan 29e · Lisandro López 87e 88e | (1–0) | Marichez 68e | Spectateurs : 20 010 Arbitrage : Damien Ledentu | Spectateurs : 20 010 Arbitrage : Damien Ledentu |
| 13 janvier 2010 18 h 45 France 4 | Feuille de match                      |       |              | Spectateurs : 20 010 Arbitrage : Damien Ledentu | Spectateurs : 20 010 Arbitrage : Damien Ledentu |

| 1/8 de finale           | RC Lens            | 1–2   | FC Lorient                  | Stade Félix-Bollaert, Lens                     |                                                |
| 13 janvier 2010 19 h 00 | Eduardo 87e (pen.) | (0–2) | Marchal 9e · Amalfitano 29e | Spectateurs : 20 544 Arbitrage : Wilfried Bien | Spectateurs : 20 544 Arbitrage : Wilfried Bien |
| 13 janvier 2010 19 h 00 | Feuille de match   |       |                             | Spectateurs : 20 544 Arbitrage : Wilfried Bien | Spectateurs : 20 544 Arbitrage : Wilfried Bien |

| 1/8 de finale           | Toulouse FC                                            | 3–0   | AS Nancy-Lorraine | Stadium, Toulouse                                 |                                                   |
| 13 janvier 2010 19 h 00 | Macaluso 32e (csc) · Machado 45+1e (pen.) · Dupuis 46e | (2–0) |                   | Spectateurs : 5 080 Arbitrage : Sébastien Moreira | Spectateurs : 5 080 Arbitrage : Sébastien Moreira |
| 13 janvier 2010 19 h 00 | Feuille de match                                       |       |                   | Spectateurs : 5 080 Arbitrage : Sébastien Moreira | Spectateurs : 5 080 Arbitrage : Sébastien Moreira |

| 1/8 de finale           | Lille OSC                            | 3–1 a.p. | Stade rennais FC | Stadium Nord Lille Métropole, Villeneuve-d'Ascq |                                              |
| 13 janvier 2010 19 h 00 | Rami 42e · de Melo 96e · Hazard 113e | (1–0)    | Pagis 59e        | Spectateurs : 8 943 Arbitrage : Ruddy Buquet    | Spectateurs : 8 943 Arbitrage : Ruddy Buquet |
| 13 janvier 2010 19 h 00 | Feuille de match                     |          |                  | Spectateurs : 8 943 Arbitrage : Ruddy Buquet    | Spectateurs : 8 943 Arbitrage : Ruddy Buquet |

| 1/8 de finale                    | AS Saint-Étienne         | 2–3   | Olympique de Marseille        | Stade Geoffroy-Guichard, Saint-Étienne           |                                                  |
| 13 janvier 2010 20 h 45 France 2 | Sako 18e · Bergessio 31e | (2–1) | Brandão 29e 59e · Niang 90+4e | Spectateurs : 15 774 Arbitrage : Lionel Jaffredo | Spectateurs : 15 774 Arbitrage : Lionel Jaffredo |
| 13 janvier 2010 20 h 45 France 2 | Feuille de match         |       |                               | Spectateurs : 15 774 Arbitrage : Lionel Jaffredo | Spectateurs : 15 774 Arbitrage : Lionel Jaffredo |

| 1/8 de finale                    | Le Mans UC 72                          | 2–3   | FC Girondins de Bordeaux                 | Stade Léon-Bollée, Le Mans                 |                                            |
| 26 janvier 2010 20 h 45 France 4 | Le Tallec 5e · Paulo 37e · Paulo 90+2e | (2–2) | Gouffran 13e · Gourcuff 35e · Plašil 49e | Spectateurs : 8 466 Arbitrage : Bruno Coué | Spectateurs : 8 466 Arbitrage : Bruno Coué |
| 26 janvier 2010 20 h 45 France 4 | Feuille de match                       |       |                                          | Spectateurs : 8 466 Arbitrage : Bruno Coué | Spectateurs : 8 466 Arbitrage : Bruno Coué |

### Quarts de finale
Le tirage est effectué le 13 janvier après ASSE-OM. Du fait du règlement récemment modifié, le tirage empêche les têtes de série restantes de s'affronter. Aucune des quatre têtes de série n'était éliminée, et Bordeaux fut présumé vainqueur. Protégeant les plus gros clubs, la méthode fut critiquée par certains médias.
Il aboutit à deux chocs entre clubs européens, Marseille-Lille, encore en lice en Ligue Europa, et Guingamp-Toulouse, éliminés de cette même compétition.
Les quatre rencontres sont retransmises en direct sur les chaînes du groupe France Télévisions : Lorient - Lyon sur France 2, Guingamp - Toulouse sur France 4 et Marseille - Lille sur France 3.
| 1/4 de finale                    | FC Lorient       | 1–0   | Olympique lyonnais | Stade du Moustoir, Lorient                     |                                                |
| 27 janvier 2010 17 h 00 France 2 | Gameiro 5e       | (1–0) |                    | Spectateurs : 16 758 Arbitrage : Olivier Thual | Spectateurs : 16 758 Arbitrage : Olivier Thual |
| 27 janvier 2010 17 h 00 France 2 | Feuille de match |       |                    | Spectateurs : 16 758 Arbitrage : Olivier Thual | Spectateurs : 16 758 Arbitrage : Olivier Thual |

| 1/4 de finale                    | En Avant de Guingamp | 0–1   | Toulouse FC | Stade du Roudourou, Guingamp                    |                                                 |
| 27 janvier 2010 19 h 00 France 4 |                      | (0–0) | Ebondo 53e  | Spectateurs : 6 494 Arbitrage : Laurent Duhamel | Spectateurs : 6 494 Arbitrage : Laurent Duhamel |
| 27 janvier 2010 19 h 00 France 4 | Feuille de match     |       |             | Spectateurs : 6 494 Arbitrage : Laurent Duhamel | Spectateurs : 6 494 Arbitrage : Laurent Duhamel |

| 1/4 de finale                    | Olympique de Marseille   | 2–1   | Lille OSC                    | Stade Vélodrome, Marseille                        |                                                   |
| 27 janvier 2010 21 h 00 France 3 | Lucho 10e · Valbuena 81e | (1–1) | De Melo 4e · Cabaye 22e, 56e | Spectateurs : 19 217 Arbitrage : Hervé Piccirillo | Spectateurs : 19 217 Arbitrage : Hervé Piccirillo |
| 27 janvier 2010 21 h 00 France 3 | Feuille de match         |       |                              | Spectateurs : 19 217 Arbitrage : Hervé Piccirillo | Spectateurs : 19 217 Arbitrage : Hervé Piccirillo |

| 1/4 de finale          | Girondins de Bordeaux | 1–0   | CS Sedan-Ardennes | Stade Chaban-Delmas, Bordeaux |  |
| 2 février 2010 18 h 45 | Gouffran 50e          | (0–0) | Rozic 61e         |                               |  |
| 2 février 2010 18 h 45 | Feuille de match      |       |                   |                               |  |

### Demi-finales
Prévues les mardi 2 et mercredi 3 février 2010. Le tirage au sort est totalement ouvert, c'est-à-dire qu'il ne comporte pas de têtes de série.
| Demi-finale            | Toulouse FC      | 1-2 a.p. | Olympique de Marseille | Stadium, Toulouse    |                      |
| 3 février 2010 20 h 45 | Gignac 59e       | (0–0)    | Brandão 86e 104e       | Spectateurs : 26 548 | Spectateurs : 26 548 |
| 3 février 2010 20 h 45 | Feuille de match |          |                        | Spectateurs : 26 548 | Spectateurs : 26 548 |

| Demi-finale             | FC Lorient        | 1–4   | Girondins de Bordeaux                              | Stade du Moustoir, Lorient |                      |
| 17 février 2010 20 h 45 | Koscielny 12e 22e | (1–2) | Wendel 23e (pen.) 81e · Chamakh 29e · Gouffran 89e | Spectateurs : 14 168       | Spectateurs : 14 168 |
| 17 février 2010 20 h 45 | Feuille de match  |       |                                                    | Spectateurs : 14 168       | Spectateurs : 14 168 |

### Finale

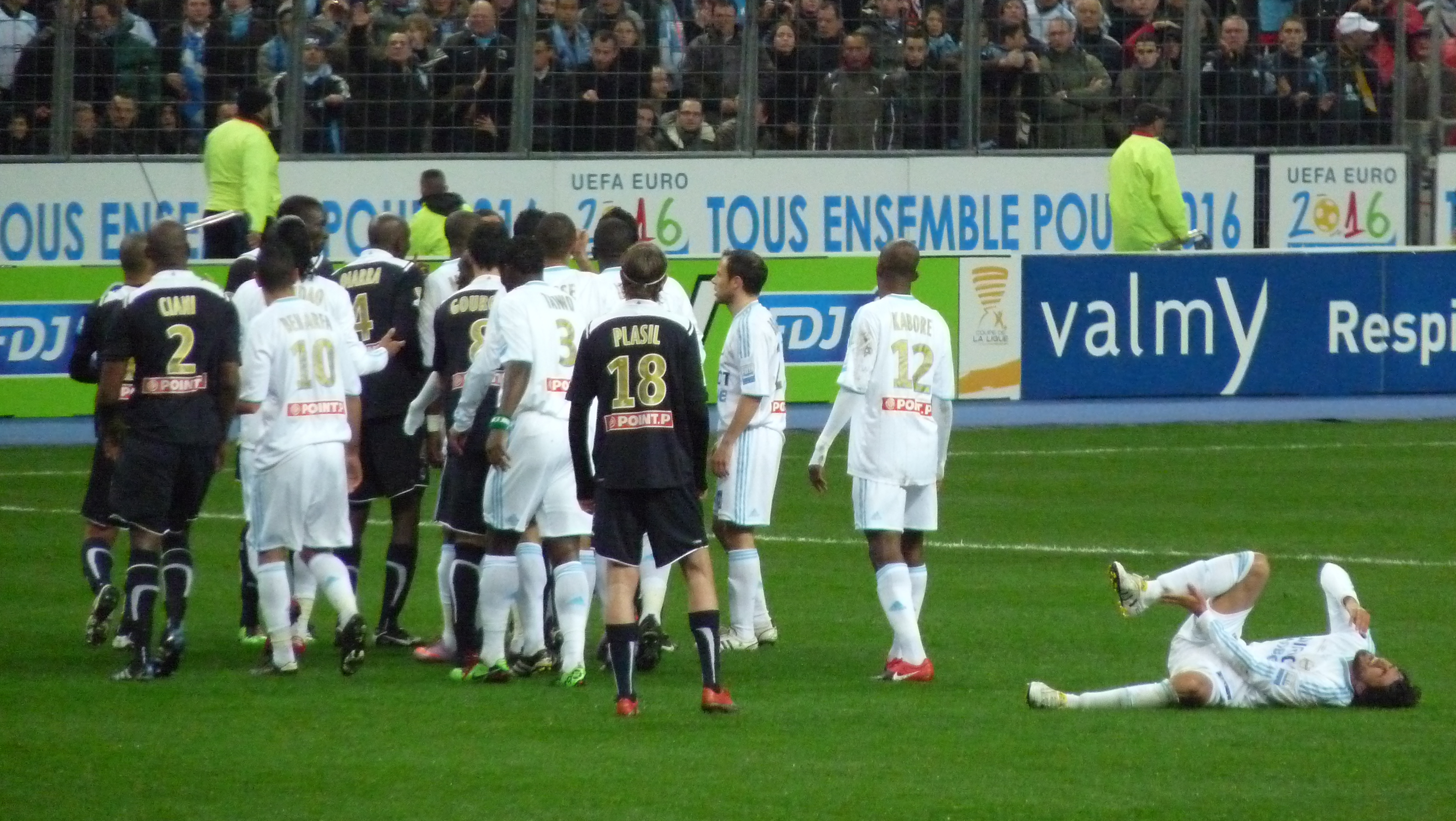
Arrêt de jeu à la suite d'une faute sur Lucho González.

Avant la finale, la presse s'étend sur la confrontation des entraîneurs champions du monde 1998 et sur l'absence de trophée de l'OM depuis 1993.
En dehors de la coupe, Bordeaux est en tête du championnat et sort d'une victoire sur le Lille OSC, après s'être qualifié pour les quarts de finale de la Ligue des champions. Marseille, éliminé par le Benfica en Ligue Europa, a toutefois battu l'Olympique lyonnais et n'est qu'à trois points de Bordeaux en championnat.
En seconde période, après deux buts marseillais en quelques minutes, Laurent Blanc remplace ses cadres Gourcuff et Chamakh, en prévision du quart de finale de Ligue des champions trois jours plus tard. Les deux derniers buts sont à la suite de coups francs.
L'OM interrompt ainsi une série de seize saisons sans titre, mis à part la Coupe Intertoto 2005 dont le titre était partagé.
| 27 mars 2010                          | Olympique de Marseille                        | 3 – 1   | FC Girondins de Bordeaux | Stade de France, Saint-Denis                                           |                                                                        |
| 20:50 CET · Historique des rencontres | Diawara 61e · Valbuena 67e · Chalmé 77e (csc) | (0 - 0) | Sané 83e                 | Spectateurs : 72 749 · Arbitrage : Stéphane Lannoy · Photos du match · | Spectateurs : 72 749 · Arbitrage : Stéphane Lannoy · Photos du match · |
| 20:50 CET · Historique des rencontres | Feuille de match                              |         |                          | Spectateurs : 72 749 · Arbitrage : Stéphane Lannoy · Photos du match · | Spectateurs : 72 749 · Arbitrage : Stéphane Lannoy · Photos du match · |

| Marseille | Bordeaux |

| Marseille        |    |                    |     |     |
|                  |    |                    |     |     |
| G                | 30 | Steve Mandanda     |     |     |
| DD               | 24 | Laurent Bonnart    |     |     |
| DC               | 21 | Souleymane Diawara |     |     |
| DC               | 17 | Stéphane M'Bia     |     |     |
| DG               | 3  | Taye Taiwo         |     |     |
| MDC              | 6  | Édouard Cissé      |     |     |
| MC               | 12 | Charles Kaboré     |     |     |
| MC               | 8  | Lucho González     |     | 74e |
| AC               | 11 | Mamadou Niang      |     | 52e |
| AD               | 10 | Hatem Ben Arfa     |     | 86e |
| AG               | 9  | Brandão            | 18e |     |
| Remplaçants :    |    |                    |     |     |
| G                | 40 | Elinton Andrade    |     |     |
| DC               | 19 | Gabriel Heinze     |     | 86e |
| DC               | 5  | Hilton             |     |     |
| MC               | 18 | Fabrice Abriel     |     | 74e |
| MO               | 28 | Mathieu Valbuena   |     | 52e |
| AT               | 14 | Bakari Koné        |     |     |
| AT               | 23 | Fernando Morientes |     |     |
| Entraîneur :     |    |                    |     |     |
| Didier Deschamps |    |                    |     |     |

| Bordeaux      |    |                    |     |     |
|               |    |                    |     |     |
| G             | 16 | Ulrich Ramé        |     |     |
| DD            | 21 | Mathieu Chalmé     |     |     |
| DC            | 25 | Ludovic Sané       | 11e |     |
| DC            | 2  | Michaël Ciani      |     |     |
| DG            | 28 | Benoît Trémoulinas | 48e |     |
| MDC           | 4  | Alou Diarra        | 15e |     |
| MC            | 5  | Fernando           |     | 67e |
| MD            | 18 | Jaroslav Plašil    |     |     |
| MG            | 17 | Wendel             |     |     |
| MOC           | 8  | Yoann Gourcuff     |     | 70e |
| AT            | 29 | Marouane Chamakh   |     | 70e |
| Remplaçants : |    |                    |     |     |
| G             | 1  | Cédric Carrasso    |     |     |
| DG            | 6  | Franck Jurietti    |     |     |
| DC            | 3  | Henrique           |     |     |
| MO            | 7  | Yoan Gouffran      |     | 70e |
| AT            | 11 | David Bellion      |     |     |
| MO            | 10 | Jussiê             |     | 67e |
| AT            | 9  | Fernando Cavenaghi |     | 70e |
| Entraîneur :  |    |                    |     |     |
| Laurent Blanc |    |                    |     |     |

## Nombre d'équipes par division et par tour
| Divisions / Manches            | Tour préliminaire (3 rencontres) | Premier tour (10 rencontres) | Deuxième tour (5 rencontres) | Seizièmes de finale (10 rencontres) | Huitièmes de finale | Quarts de finale | Demi- finales | Finale |
| ------------------------------ | -------------------------------- | ---------------------------- | ---------------------------- | ----------------------------------- | ------------------- | ---------------- | ------------- | ------ |
| Clubs européens 6 clubs        | non présents                     | non présents                 | non présents                 | non présents                        | 6                   | 6                | 3             | 2      |
| Ligue 1 non-européens 15 clubs | non présents                     | non présents                 | non présents                 | 15                                  | 7                   | 1                | 1             | -      |
| Ligue 2 non-européens 19 clubs | 2                                | 18 (1+17)                    | 9                            | 5                                   | 3                   | 1                | -             | -      |
| National 4 clubs               | 4                                | 2                            | 1                            | -                                   | -                   | -                | -             | -      |
| Total                          | 6                                | 20                           | 10                           | 20                                  | 16                  | 8                | 4             | 2      |

## Primes
Du fait de la baisse de la valeur des droits télévisés, achetés par France Télévisions pour 30 millions d'euros pour 3 saisons, les primes attribuées aux clubs participants ont baissé :
- 100k€ pour une élimination au tour préliminaire ou premier tour (inchangé, mais plus de concernés) ;
- 120 k€ pour une élimination au second tour (inchangé, mais cinq concernés de moins) ;
- 160 k€ pour une élimination en seizièmes de finale (contre 200 k€, quatre concernés de moins) ;
- 160 k€ pour un club européen éliminé dès son entrée en huitièmes de finale (nouvelle règle) ;
- 240 k€ pour une élimination en huitièmes de finale (contre 300 k€) ;
- 360 k€ pour une élimination en quarts de finale (contre 450 k€) ;
- 560 k€ pour une élimination en demi-finales (contre 700 k€) ;
- 1,02 M€ pour une défaite en finale (contre 1,3 M€) ;
- 1,6 M€ pour le vainqueur (contre 2 M€).
- Total d'au maximum 10,6 M€ et minimum 10,1 M€
- Total de cette édition : 10,6 M€ (aucun européen éliminé dès son entrée)